# Claude Heater

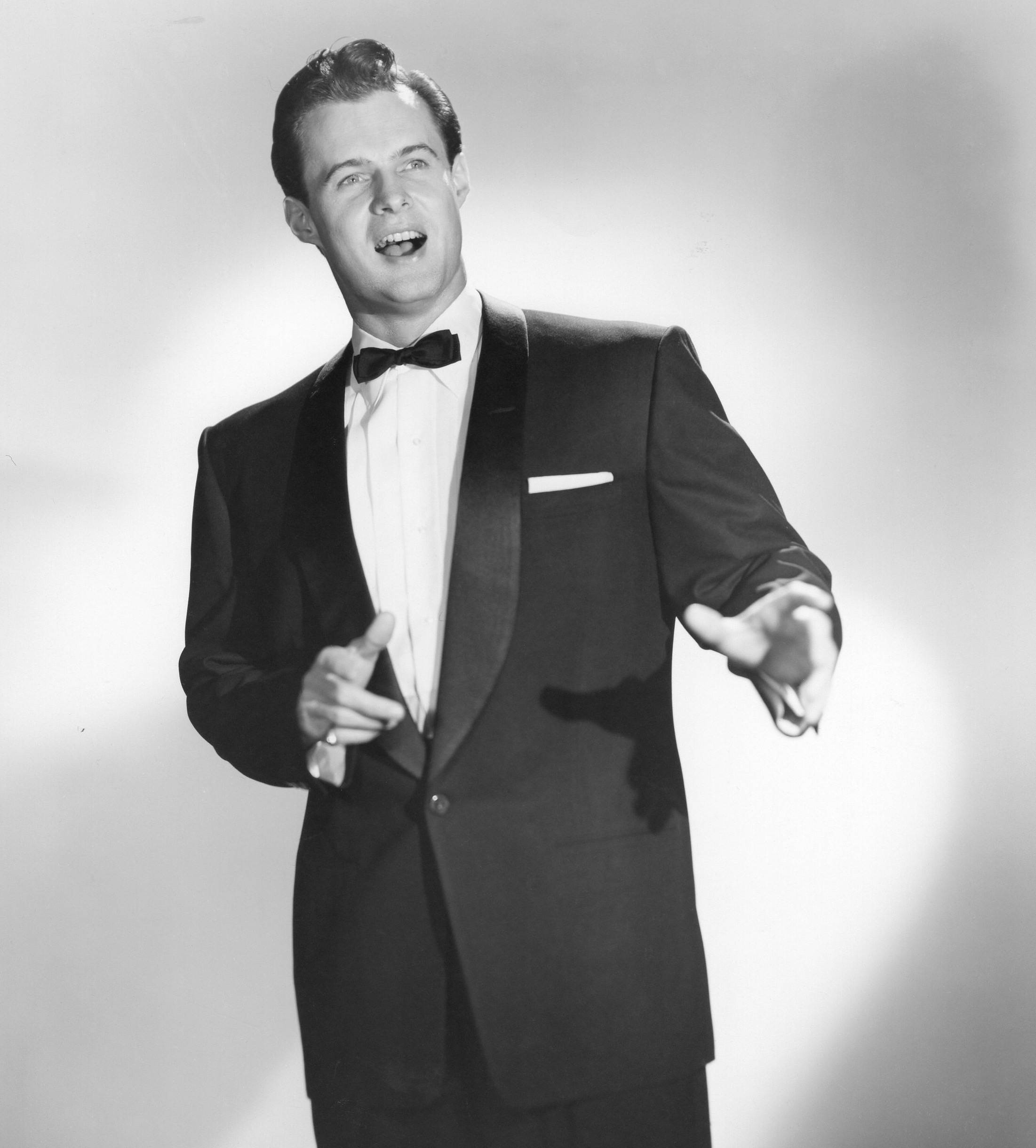
Der junge Claude Heater am Broadway

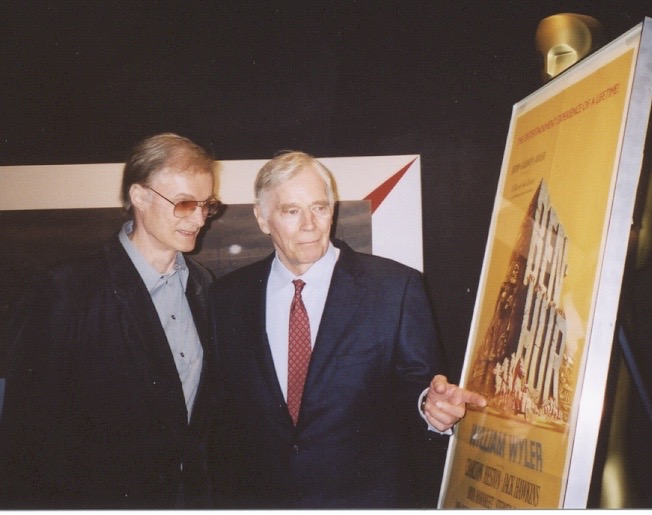
Claude Heater (links) mit Charlton Heston bei einer Vorführung von Ben Hur (2003)

Claude Lewis Heater (* 25. Oktober 1927 in Oakland, Kalifornien; † 28. Mai 2020 in San Francisco, Kalifornien) war ein US-amerikanischer Opernsänger und Schauspieler.

## Leben und Karriere
Claude Heater wuchs in einer mormonischen Familie auf, in seiner Jugend wirkte er als Missionar. Er arbeitete nach seinem Militärdienst zunächst als Platzanweiser in Los Angeles und nahm gleichzeitig Gesangsunterricht. Er sammelte als Bariton ab 1950 erste Erfahrungen am Broadway, unter anderem trat er 1952 in der Uraufführung von Leonard Bernsteins Trouble in Tahiti auf. Es folgten Auftritte in Rundfunk und Fernsehen. Ab 1952 widmete er sich vermehrt seiner Karriere als Opernsänger und nahm Gesangsunterricht in Italien, anschließend folgte eine erfolgreiche Karriere in Europa. Er trat unter anderem von 1959 bis 1961 an der Wiener Staatsoper auf und war, zurück in den USA, an der San Francisco Opera zu sehen.
Bekannt wurde Heater auch durch seine Darstellung des Jesus Christus im Filmklassiker Ben Hur von William Wyler aus dem Jahr 1959. Die Besetzung der Rolle hatte sich zuvor als schwer erwiesen, bis ein Produktionsmanager von Ben Hur Heater zufällig bei einer Aufführung sah und seine Stimme und sein Aussehen so beeindruckend fand, dass er ihn Regisseur Wyler vorstellte. Das Gesicht von Jesus ist allerdings im Film nie zu sehen; in seiner Rolle als Jesus wird Heater immer nur von hinten oder aus der Ferne in weiten Panoramaaufnahmen gefilmt. Auch in den Filmcredits blieb Heater für seinen Auftritt als Jesus unerwähnt.
Anfang der 1960er-Jahre ließ er sich in einen Tenor umschulen, wofür er Unterricht bei Mario Del Monaco und Max Lorenz nahm. An der Bayerischen Staatsoper hatte er 1964 ein erfolgreiches Tenordebüt in der Oper König Hirsch, hier blieb er bis 1968 ein Mitglied. Er hatte eine erfolgreiche Karriere bei verschiedenen europäischen Opernhäusern, wobei er insbesondere durch Heldenrollen in Wagner-Opern bekannt wurde. Bei den Bayreuther Festspielen sang er 1966 den Siegmund in der Walküre und den Melot im Tristan. Wieland Wagner hatte weitere Pläne für eine Zusammenarbeit mit Heater, starb allerdings wenig später.
Seine weitere Gastspiel- und Konzerttätigkeit führten Heater neben Europa und den USA auch nach Südamerika und Afrika. In späteren Jahren führte er eine eigene Operngesellschaft in seiner Heimatstadt Oakland; noch zu der Zeit seines 90. Geburtstages gab er regelmäßig Gesangsunterricht. 2018 gründete er eine Stiftung, die junge Sänger in ihrer Entwicklung unterstützen soll. Er starb im Mai 2020 im Alter von 92 Jahren an einer Herzkrankheit.